# 上海丁家桥机场
丁家桥机场，又名王浜机场，原址位于宝山区丁家桥，已于1978年时被占用建设宝山钢铁总厂而退出历史舞台。
1938年侵华日军强行圈占民田，建造了占地2858亩、有飞机跑道和指挥塔的机场。抗战胜利后，被作为仓库储藏军用物资。解放初时为一片荒地，1958年由上海市航空俱乐部建立上海市滑翔学校（又名雷锋中学）和上海警备区靶场。1956年后专用于民兵军训和对外军事表演。文化大革命期间停止活动，改造成露天仓库。1975年空军第四军在此恢复滑翔训练。但是完全被拆除是在1997年前后，之前保留了明显的跑道，停机库等设施。目前只保留了一条跑道，而且改成了宝钢厂区的道路，而上海市滑翔学校的教学楼原址先被改为宝钢设计院办公楼，后为新建项目，目前已被彻底拆除。